# Parco nazionale delle Everglades
Il parco nazionale delle Everglades è un'area naturale protetta degli Stati Uniti d'America che preserva la parte meridionale delle Everglades (a sud di Tamiami Trail), ma rappresenta solo il 20% dell'area originale.
Il parco copre 6105 km² ed è riconosciuto patrimonio dell'umanità dall'UNESCO. L'unico accesso autostradale è la Florida State Road 9336, che corre per 61 km da Florida City alla costa (Flamingo). A parte il centro per i visitatori e alcune strutture minori, il parco non è sviluppato dal punto di vista dell'edilizia.

## Storia
L'area fu dichiarata parco nazionale il 30 maggio 1934, ma ricevette il titolo ufficiale solo il 6 dicembre 1947. Divenne riserva della biosfera il 26 ottobre 1976 e il 10 novembre 1978 su una buona parte del parco fu istituita una wilderness area (al 2003 5247 km², circa l'86% della superficie). È patrimonio dell'umanità dal 24 ottobre 1979 nonché Palude di interesse nazionale dal 4 giugno 1987. Nonostante tutti questi riconoscimenti, nel 1993 venne inserito dall'UNESCO tra i patrimoni in pericolo.
Nell'ottobre 2005 l'uragano Wilma attraversò la Florida con effetti devastanti sul parco. Anche l'area Flamingo subì gravi danni. Il centro visitatori, la pensione, il ristorante ed altri negozi vennero chiusi, e le visite erano permesse solo se accompagnati da una guida del parco. Il 14 marzo 2006 il centro visitatori e i bacini di carenaggio vennero finalmente riaperti. La pensione, il ristorante Flamingo e il café Buttonwood restarono chiusi. [In fondo alla voce, tra i collegamenti esterni, è disponibile il link al sito ufficiale del parco che riporta le informazioni aggiornate].

## Territorio

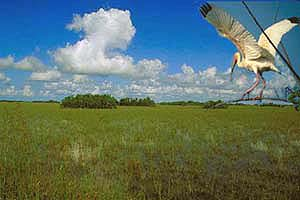
Un'ibis in volo sul parco

Il parco nazionale delle Everglades è circondato dalle aree urbane e agricole di Miami, Homestead e Florida City ad est, gli stretti della Florida e le Florida Keys a sud, il golfo del Messico ad ovest e la riserva nazionale di Big Cypress a nord. Big Cypress è simile alla parte nord delle Everglades ed è pari a circa la metà del parco. Sul confine sud-occidentale del si trova Ingraham lake, il lago più meridionale degli USA.

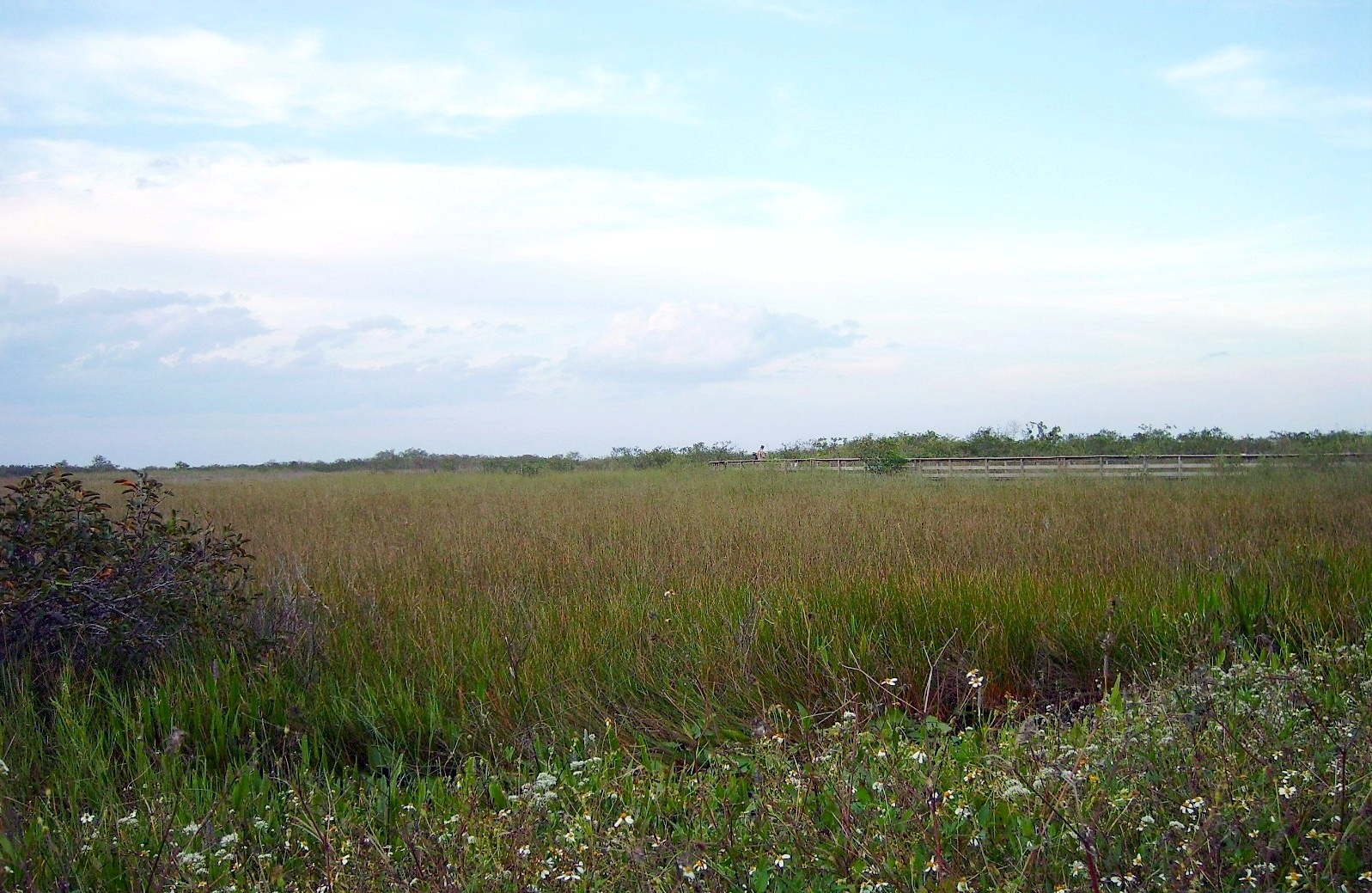
Anhinga Trail

All'interno del parco vi sono numerosi parcheggi e strade, la più famosa delle quali è la Anhinga Trail che permette di osservare da vicino uccelli come ardeidi e aninghe. Queste ultime spesso si appollaiano lungo i passaggi pedonali. Nel parco vivono numerose api, il che in estate diventa un problema e richiede l'uso dei repellenti.
Nell'angolo sud-orientale si trova il centro visitatori Ernest F. Coe, quartier generale del parco. È situato subito ad ovest di Homestead e Florida City sulla statale 9336. Quattro miglia ad ovest è presente il centro Royal Palm. Entrambi si trovano in una pineta, così come l'Hidden Lake Education ed il centro Daniel Beard, poche miglia ad ovest. Il grande Taylor Slough si estende dal Royal Palm alla Florida Bay. Ad ovest di Royal Palm si trova Long Pine Key (che al giorno d'oggi non è un'isola); a quattro miglia da Royal Palm seguendo la 9336 c'è la rispettiva area campeggio. Altre quattro miglia più in là l'altana di osservazione Pahayokee Overlook permette di vedere il lato nord del parco.
Muovendosi verso sud, la 9336 attraversa un bosco di cipressi, accanto al quale si trova Mahogany Hammock, un sentiero a 30 chilometri dal quartier generale. Ancora più a sud sono presenti macchie di mangrovia con centinaia di laghetti e fiumi che raggiungono gli stretti della Florida. Gli estuari della palude sono il solo punto degli USA in cui si possono trovare gli alligatori americani. In questa zona si vedono anche i lamantini, soprattutto nelle fredde mattine autunnali. Al termine della 9336, nelle aride praterie subito a nord di Florida Bay, è situato il centro visistatori Flamingo, il più meridionale del parco. I sentieri portano da Flamingo verso ovest, fino a giungere a Cape Sable. Da Flamingo parte anche il Wilderness Waterway, 160 chilometri di viaggio in canoa fino al centro visitatori Gulf Coast, a nord, che serve sia la parte settentrionale del parco che la riserva nazionale di Big Cypress.
Nella parte nord l'area più importante è quella del centro visitatori Shark Valley da cui parte un sentiero ad anello lungo 24 chilometri. È possibile passeggiare dal confine nord-orientale fino alle paludi del fiume Shark, una grossa pozza d'acqua dolce che unisce il lago Okeechobee a nord del parco, fino alle coste sud-occidentali della Florida. La Shark Valley, circondata da prati, rappresenta quello che ci si immagina pensando alle Everglades. Alligatori e uccelli acquatici arrivano vicino ai turisti e a volte un alligatore blocca la strada. Nel punto in cui la strada della Shark Valley torna verso il Centro Visitatori si trova una torre di osservazione alta più di 20 metri.

## Flora

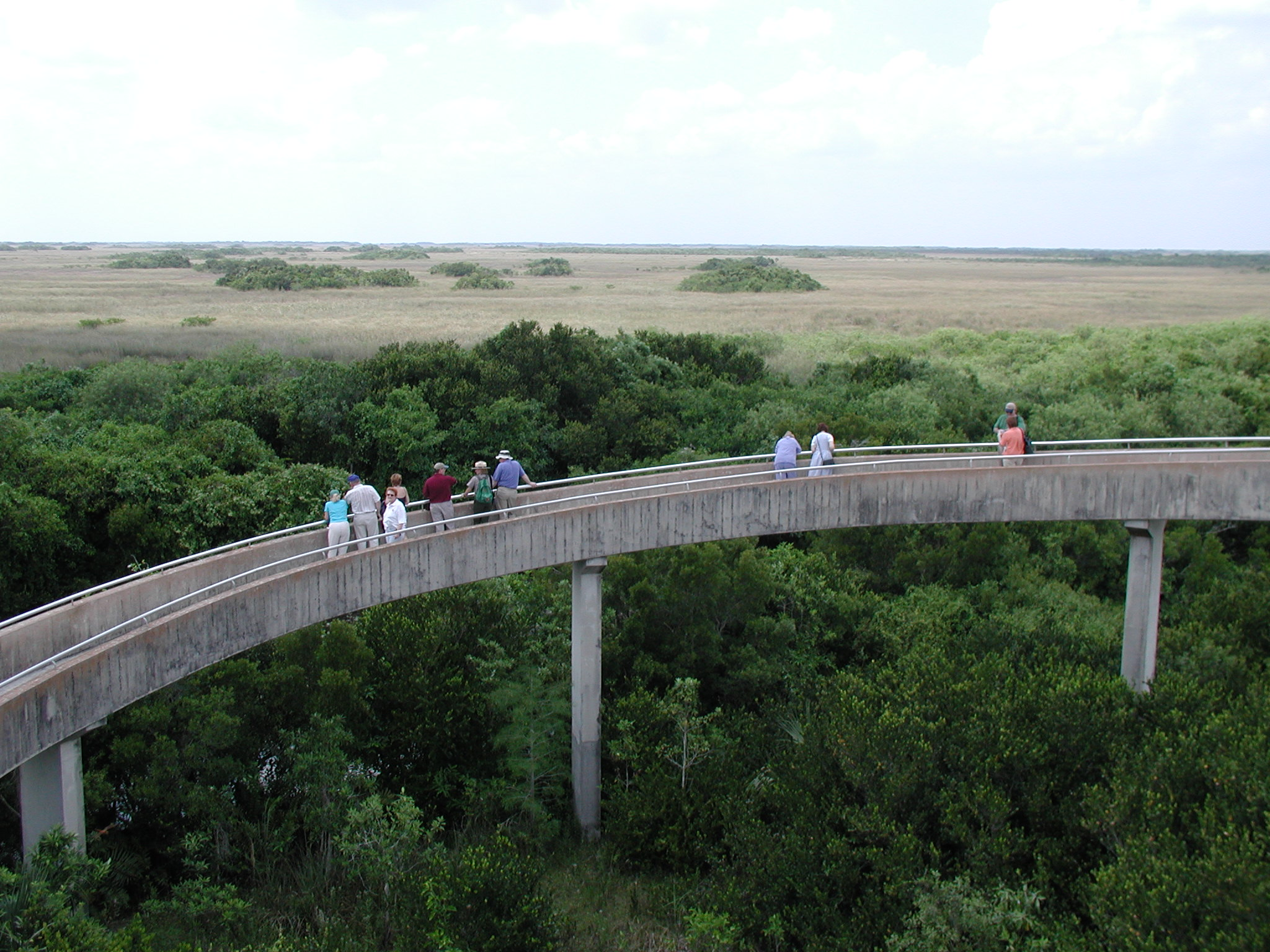
Un sentiero d'osservazione

Il terreno è molto fertile ed è soggetto a frequenti inondazioni ma poi man mano l'acqua viene assorbita dal terreno. La vegetazione è lussureggiante: querce sempreverdi, limoni selvatici, aranci selvatici, cetrioli,  pawpaw, custard-apple e alberi della gomma sono solo alcune delle specie indigene, oltre a molte specie di fiori, soprattutto del genere orchidaceae. Esistono due stagioni, umida e secca, ma il clima è pressoché costante.

## Fauna
Tra gli uccelli vi sono l'ani beccoliscio (Crotophaga ani), il fenicottero dei Caraibi (Phoenicopterus ruber), la cicogna americana (Mycteria americana), la spatola rosata (Platalea ajaja), l'aramide maggiore (Aramus guarauna) e il becco a cesoie americano (Rynchops niger). L'acqua stagnante di Flamingo e i fanghi di Florida Bay permettono l'osservazione di altri uccelli come ardeidi, pellicani, ibis e sternidi.
Le Everglades ospitano anche diversi rapaci, tra cui la poiana codacorta (Buteo brachyurus), il raro nibbio delle Everglades (Rostrhamus sociabilis), la poiana spallerosse (Buteo lineatus), il falco pescatore (Pandion haliaetus), l'aquila calva (Haliaeetus leucocephalus), il nibbio codadirondine (Elanoides forficatus), il nibbio codabianca (Elanus leucurus) e necrofagi come l'urubù (Coragyps atratus) e l'avvoltoio collorosso (Cathartes aura).
I corsi d'acqua sono abitati da lontre di fiume nordamericane, lamantini, alligatori del Mississippi e coccodrilli americani. Questo parco è l'unico posto del mondo in cui le due ultime specie convivono. Si possono trovare anche cervidi e puma.

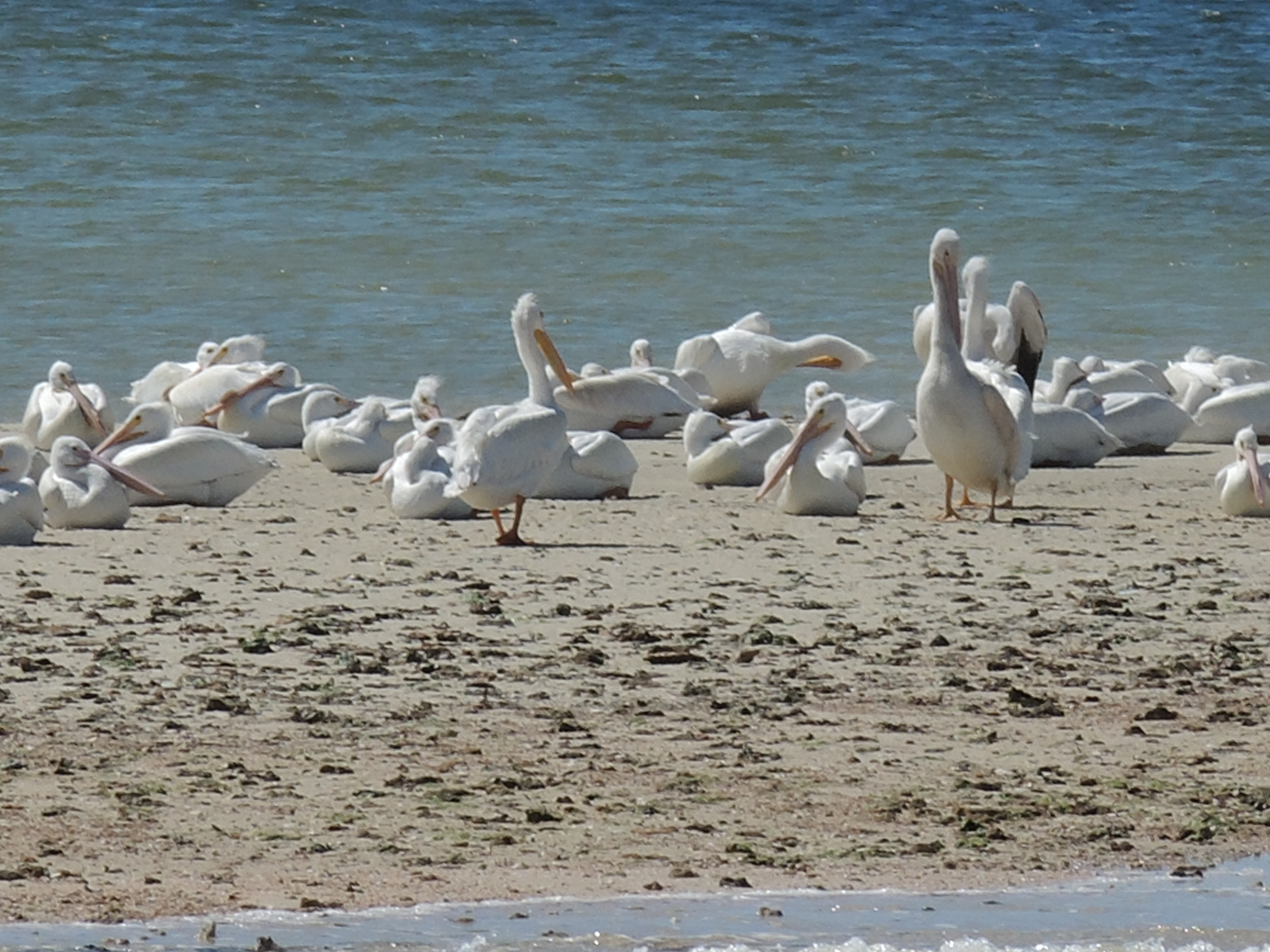
Uccelli al Gulf Coast Visitor Center
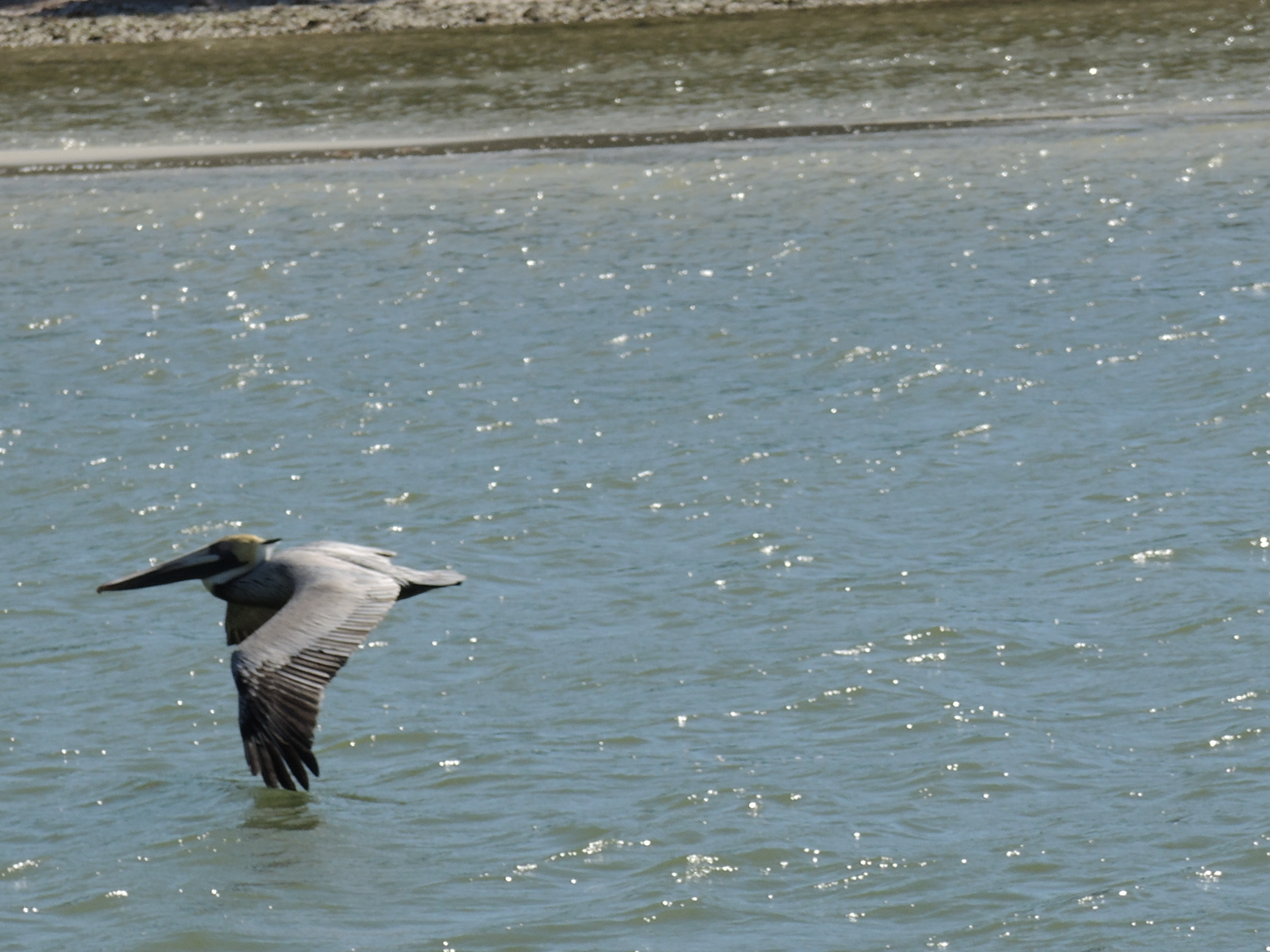
Pellicano
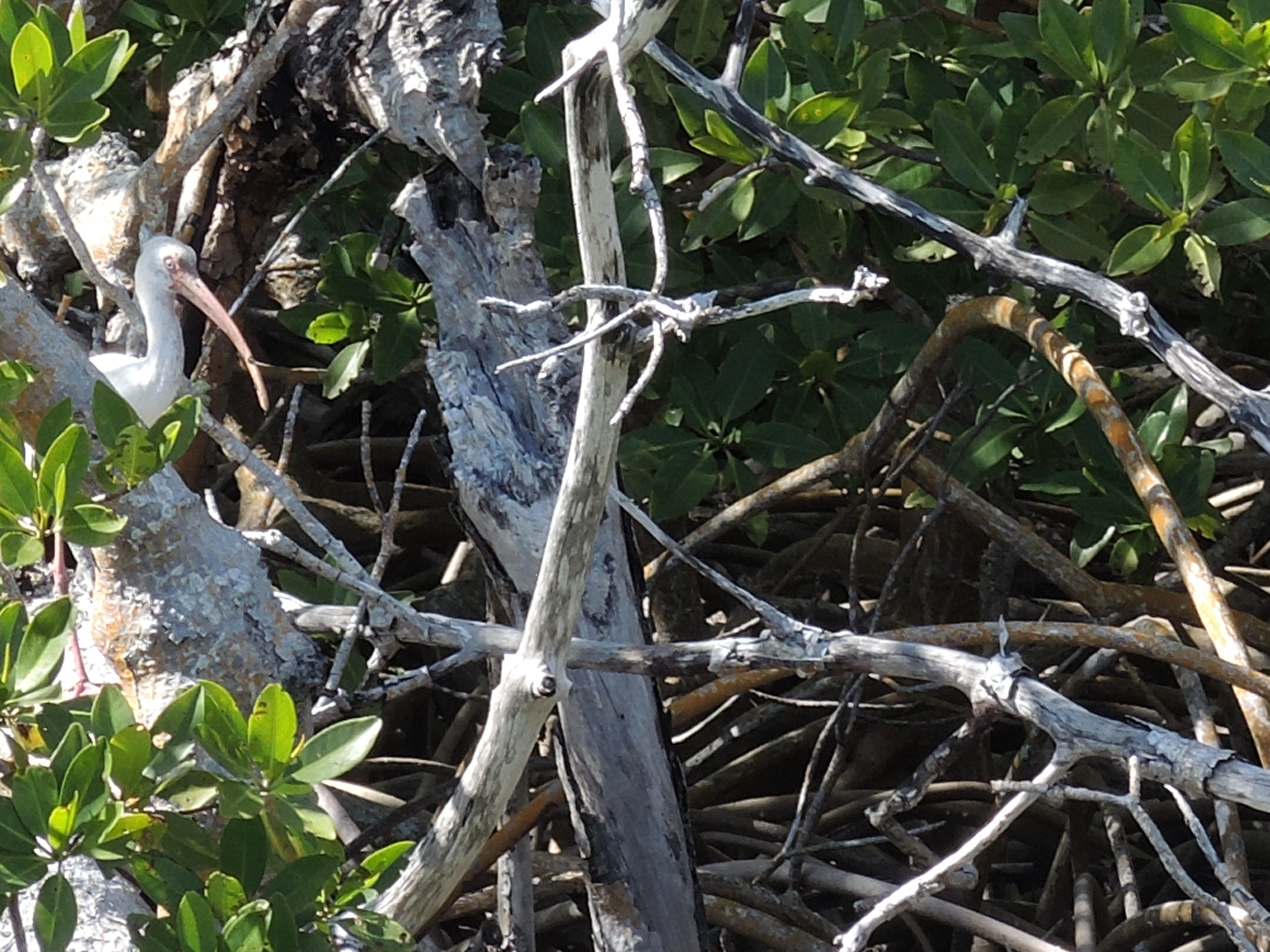
Ibis